# Invandring till Tyskland
Invandring till Tyskland inleddes då Tyska riket grundades år 1871. Dessförinnan bestod landområdet av ett antal kunga- och hertigdömen.

| Antal invandrare till Tyskland per år, 2000-2017 |
| ------------------------------------------------ |
| Källa: OECD International Migration Database     |

## Historik

### Migrationshistoria

#### 1800-talet och 1900-talets inledning
Industrialiserade områden som Ruhrområdet och gruvindustrier i Sachsen attraherade hundratusentals tyskar att flytta dit för att skaffa sig varaktig försörjning. Det ledde till att säsongsbetonat arbete inom jordbruk, framförallt på stora gods öster om floden Elbe tedde sig allt mindre attraktivt för inhemsk arbetskraft och deras familjer. Jordbruksarbetare från Polen och Ryssland rekryterades i allt större mängder. Stora infrastrukturprojekt som kanalbyggen och järnvägsbyggen kunde bara genomföras tack vare byggarbetare från Italien, Nederländerna och Habsburgska riket.
Från Tyska rikets grundande fram till 1910 steg antalet registrerade utländska medborgare (säsongsarbetare exkluderade) från 206 000 till 1,3 miljoner. Samtidigt skedde en utvandring av över fem miljoner tyskar, framförallt till Nordamerika och i första hand USA. Under åren 1880–1914 flyttade även östeuropeiska migranter till Nordamerika via tyska hamnar och andra länder i Västeuropa. Detta medförde att en andel av dem som blivit sjuka på vägen, fått slut på pengar eller hittat en partner eller arbete istället blev kvar i Tyskland.

#### Första världskriget och mellankrigstiden
Första världskriget innebar att den transkontinentala emigrationen avbröts då USA stramade åt inresekriterierna, med ett kortvarigt uppsving under 1920-talet. Under krigsåren styrdes arbetskraftsinvandringen statligt, vilket medförde cirka en miljon belgiska och ryska tvångsarbetare i landet. Efter att Tyskland avkrävdes landområden efter krigsslutet i Versaillesfreden, anlände en miljon människor i det kvarvarande Tyskland från de avdelade områdena.
Under Weimarrepubliken ökade kontrollen av arbetskraft från Polen med gränskontroller, arbetstillstånd och återvandringstvång. Dessa åtgärder, liksom i andra länder vid samma tid, genomfördes i praktiken i begränsad omfattning.

#### Andra världskriget och krigsslutet
Nazitysklands diktatur och andra världskriget medförde tvångsdeportationer, flykt och folkomflyttningar i dittills ej skådad omfattning. Runt 300 000 judiska emigranter tvångsdeporterades från Nazityskland från och med 1933, och efter Anschluss av Österrike och Sudetenland ökade antalet upp till 600 000. Utöver detta tillkom mellan 25 000 och 30 000 polska utvandrare. Utnyttjandet av krigsfångar och civila tvångsarbetare nådde nivåer på uppåt 8 miljoner, de flesta ifrån Ryssland, Frankrike och Italien. Från annekterade områden i Östeuropa fördrevs cirka 9 miljoner för att "ge plats" åt en miljon "folktyskar" (tyska: Volksdeutsche) som levde utanför Tredje riket och skulle omflyttas till dessa områden. Runt sex miljoner människor deporterades in i nazikontrollerade områden för att mördas i Förintelseläger och Koncentrationsläger.
Efter krigsslutet då Nazityskland besegrades befann sig mellan tio och tolv miljoner hemlösa eller fördrivna människor i Tyskland, till övervägande del krigsfångar och överlevare ur koncentrationslägren, varav de flesta återfördes under 1945. För de kvarvarande 1,7 miljonerna skapades ett omflyttningsprogram av den 1947 grundade internationella flyktingorganisationen IRO som förde dessa människor huvudsakligen till USA, Kanada, Storbritannien och Frankrike. Efter krigsslutets landavträdelser och gränsförskjutningar flydde runt 14 miljoner människor från den sovjetiska Röda armén samt organiserade eller spontana folkfördrivningsaktioner. Vid slutet av 1947 var en fjärdedel av befolkningen i den Sovjetiska ockupationszonen flyktingar, i den amerikanska var det 18 procent och i den brittiska 15 procent. I den Franska ockupationszonen vägrade myndigheterna att ta emot flyktingar varvid andelen förblev på runt 1 procent.

#### Efterkrigstiden
Efterkrigstiden präglades migrationen av tvångsförflyttningar, men även tidigare migrationsmönster återupptogs och mellan 1946 och 1961 utvandrade 800 000 tyskar, varav hälften till USA. Efter att delningen av Tyskland i Västtyskland och Östtyskland (den före detta sovjetiska ockupationszonen) permanentades flyttade cirka 3,1 miljoner från öst till väst och cirka 500 000 från väst till öst varav de senare till stor del kom ifrån Tysklands östra delar. Dessa migrationsströmmar utnyttjades av respektive regering i propagandasyfte under kalla kriget, men mottagandet av "DDR-flyktingar" var kontroversiellt i Västtyskland då de anklagades för inte vara politiska flyktingar utan istället ekonomiska migranter. I Östtyskland försökte myndigheter, utöver officiella kommunikéer, att tysta ner migrationsdebatten.

### Gästarbetare och invandring
I mindre omfattning började företagare i Västtyskland återigen rekrytera arbetskraft från Österrike och Italien genom att nyttja kontakter som etablerats under mellankrigstiden och denna källa till arbetskraft ökade i betydelse efter Tysklands delning, då rekrytering ifrån Östtyskland inte längre var möjlig. Antalet utlänningar som yrkesarbetade i Västtyskland ökade från 73 000 år 1954 till 329 000 år 1960 och från 711 000 år 1962 till 1,2 miljoner år 1965. Toppen nåddes år 1973 med 2,6 miljoner.
Ett antagande med gästarbetare, som aldrig förankrades i regleringar, var att arbetskraften var tänkt att rotera arbetskraften på så vis att migranter skulle kunna arbeta några år i Europas industrier och sedan kunna återvända till sina ursprungsländer med pengar de sparat ihop. Till stor del fungerade gästarbetare på detta vis: från slutet på 1950-talet fram till början på 1970-talet anlände 14 miljoner utländska arbetare till Västtyskland varav 11 miljoner återvände. Med tiden blev fler och fler kvar och de hämtade sina familjer till Tyskland och mot slutet av 1960 resulterade detta i en invandring som officiellt förnekades.

### Oljekrisen och framåt
Under sommaren 1973 ändrades den politiska kursen till att minska beroendet av utländsk arbetskraft. Oljekrisen 1973 och fackföreningars kritik mot gästarbetarrekrytering resulterade i ett rekryteringsstopp och omfånget minskade drastiskt. Detta hade sin motsvarighet i andra västeuropeiska industriländer som mellan 1970 och 1974 begränsade arbetskraftinvandringen ifrån icke-västliga invandrare. Vissa undantag gjordes, vilket möjliggjorde rekrytering av till exempel sjuksköterskor ifrån Filippinerna, Sydkorea och Indien.
Vid ungefär samma tidsperiod började EEG:s fördrag om fri rörlighet för arbetskraft att träda i kraft och därmed hade italienska arbetare fortfarande tillgång till arbetsmarknaden i Västtyskland och invandringen ändrade karaktär till tidigare bekanta former. Utomeuropeisk invandring till Västtyskland begränsades till högkvalificerad arbetskraft, anhöriga till personer som redan bodde i Västtyskland och flyktingar.
Samtidigt började Östtyskland, genom Comecon, upprätta fördrag som möjliggjorde rekrytering av utländska arbetare från andra socialistiska stater, något som reglerades mycket hårdare än i Västtyskland. De huvudsakliga ursprungsländerna var Kuba, Moçambique, och Vietnam. Antalet steg från genomsnittligt 11 000 under tidigt 1980-tal till över 57 000 under årtiondets mitt upp till 130 000 år 1989. Omfattningen av arbetskraftsinvandring under styrningen av Comecon förblev långt mindre än den som den fria rörligheten inom Europeiska gemenskapen medgav.

### Efterjärnridånsfall
De huvudsakliga ursprungsländerna under 1990-talet var huvudsakligen flyktingar, arbetare, affärsmän, judar och studenter från Östeuropa. Under perioden 1988–1993 kom 7,3 miljoner människor till det återförenade Tyskland och 3,6 miljoner lämnade landet. Denna invandring ledde till konflikter, då Tyskland inte officiellt var ett invandringsland, som kulminerade med rasistiska våldsdåd i början på 1990-talet då över 50 personer dödades. Efter konflikterna begränsades legal invandring från östeuropeiska länder och möjligheter att erbjuda asyl begränsades.
Efter invandring som resulterat från Jugoslaviska krigen och ökande inomeuropeisk integration ändrades lagar så att barn som fötts av invandrarföräldrar i Tyskland enklare skulle få medborgarskap.

### 2000-talet
Efter sekelskiftet var betoningen när det gällde invandrare från icke EU-länder, på högutbildade eller arbetskraft med fackkunskaper. Under 2008 och 2009 utvandrade fler än som invandrade till Tyskland.

### Migrationskrisen i Europa
År 2015 upplevde Tyskland en invandring på 1,14 miljoner, det dittills högsta antalet i landets historia. År 2016 var antalet 750 000.